# Calima (genre)
Pour les articles homonymes, voir Calima.
Genre
Calima est un genre de schizomides de la famille des Hubbardiidae.

## Distribution
Les espèces de ce genre sont endémiques de Colombie.

## Liste des espèces
Selon Moreno González et Villarreal Manzanilla en 2017 :
- Calima bremensis Moreno González & Villarreal Manzanilla, 2012
- Calima embera Moreno Gonzalez & Villarreal Manzanilla, 2017
- Calima nutabe Moreno Gonzalez & Villarreal Manzanilla, 2017
- Calima valenciorum Moreno González & Villarreal Manzanilla, 2012

## Publication originale
- Moreno González & Villarreal Manzanilla, 2012 : A new genus of Hubbardiidae (Arachnida: Schizomida) from the Colombian Andes, with some taxonomic comments. Zootaxa, no 3560, p. 61–78.